# Economia de les Maldives
L'economia de les Maldives va ser per molts segles totalment depenent de la pesca i altres productes marins. És per això que la pesca ha/hi ha estat i encara roman sent la principal ocupació de la població. Aquest fet ha significat també que el govern li doni una prioritat especial al desenvolupament del sector pesquer.
A més de la pesca, una altra activitat que ha crescut durant els últims anys és el turisme. El seu desenvolupament ha creat directa i indirectament ocupació i ha generat oportunitats a altres àrees laborals, com en les indústries. En l'actualitat, el turisme és el major ingrés de moneda estrangera que percep el país, contribuint amb un 28% del PNB i el 60% de la renda originada de l'estranger. Amb 86 centres turístics en operació, en l'any 2000 es va aconseguir la xifra de 467.174 turistes estrangers.

## Pesca
L'economia de les Maldives va ser durant molts segles totalment depenent de la pesca i dels productes que se'n deriven, i encara avui segueix sent la principal ocupació de la població. Això fa que el govern li doni prioritat especial al desenvolupament del sector pesquer.

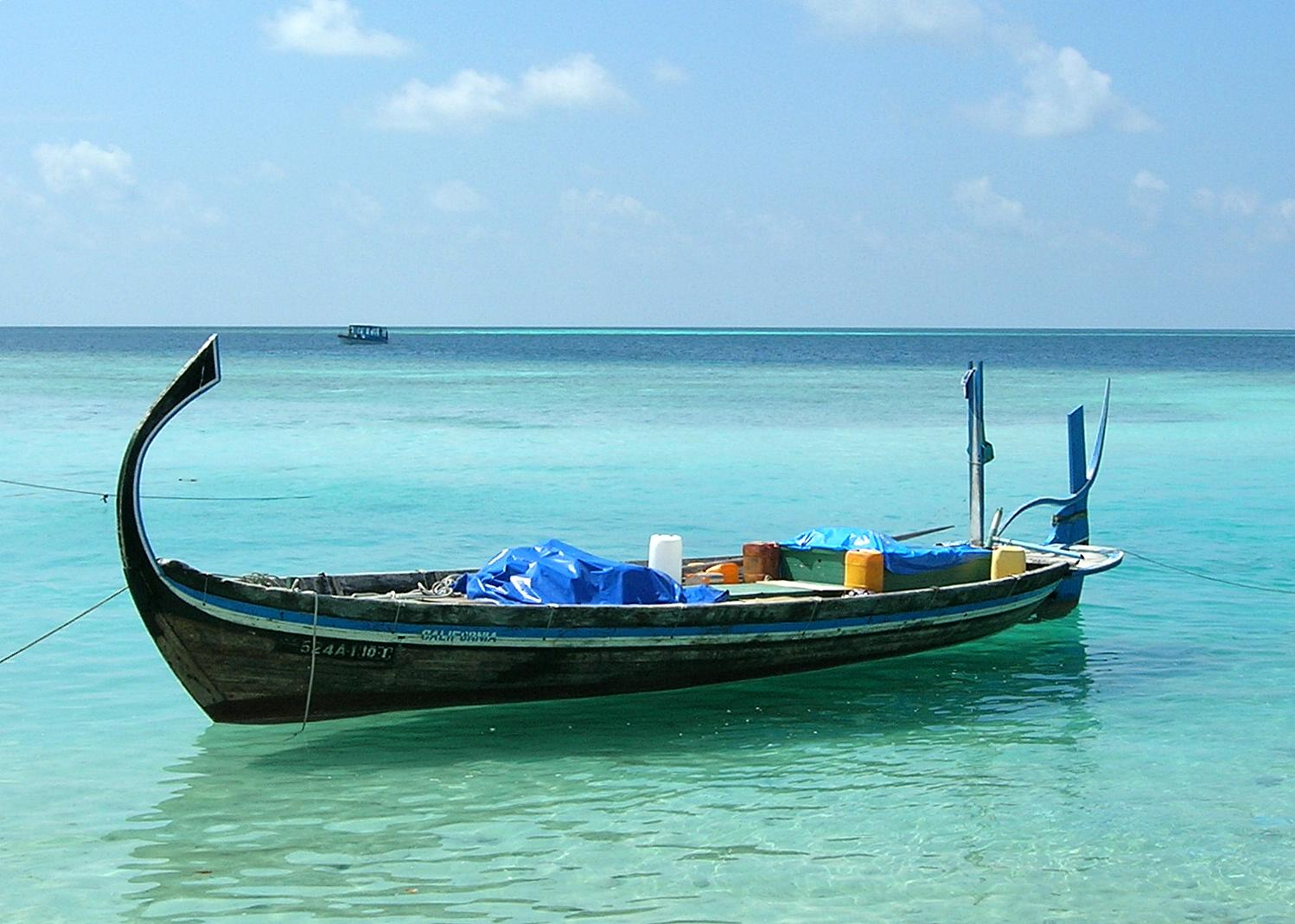
Doni, la barca tradicional de pesca de les Maldives.

La pesca s'ha desenvolupat en els últims temps de forma considerable. El 1974 es va mecanitzar el pot tradicional de pesca i tres anys després es va instal·lar una planta d'envasat de peix a l'illa de Felivaru. A més a més el 1979 es va crear un Comitè que assessora el govern sobre temes de pesca i fins i tot s'han inclòs temes relacionats amb la pesca en el currículum escolar. Gràcies a aquest desenvolupament i l'establiment de la Zona Econòmica Exclusiva de Maldives, la indústria pesquera contribueix amb més del 15% al PIB.

## Turisme
Després de la seva independència i el boom del turisme internacional, les Maldives van començar a rebre els primers turistes estrangers. Els italians van ser els qui "van descobrir" aquest destí per a les seves vacances, que encara avui ocupen la primera posició en nombre de visitants. El govern de les Maldives, recelós que el seu país perdés els seus costums i forma de vida davant d'una possible arribada massiva de turistes, va decidir dur a terme un estudi de viabilitat per a l'explotació turística del país. Va encarregar aquest estudi a una consultora  danesa, que no obstant això va declarar inviable aquesta possibilitat, però va fer certes recomanacions: separar la població local de la turista, dedicant illes sempre deshabitades a establiments hotelers; admetre només un nombre limitat de turistes l'any, cosa que sembla haver aconseguit pels elevats ingressos necessaris per gaudir d'aquesta destinació, i mantenir l'entorn natural en les mateixes condicions en què es trobava destinant gran part dels ingressos per turisme a la conservació, i poder així seguir explotant econòmicament les illes sense que perdin el seu atractiu.
L'èxit del país amb el turisme, amb el seu model de gestió, es deu a la riquesa cromàtica de les seves aigües i per l'abundància de la seva vida subaquàtica, com ho demostra un dels primers destins per bussejadors del món. Per les seves característiques tropicals i el valor afegit dels seus complexos hotelers, s'ha convertit en una destinació molt apreciada pel turisme de luxe. Els europeus representen la majoria dels visitants amb una mica més d'un 75% d'aquests. Segons el seu país d'origen, la majoria dels visitants són europeus, predominant els provinents d'Itàlia (20%), Regne Unit (18%) i Alemanya 12%, encara que també hi un bon nombre de turistes d'economies desenvolupades d'Àsia com el Japó o Singapur o emergents, sent aquest continent el que més augmenta darrerament el nombre de turistes que arriben a les Maldives.

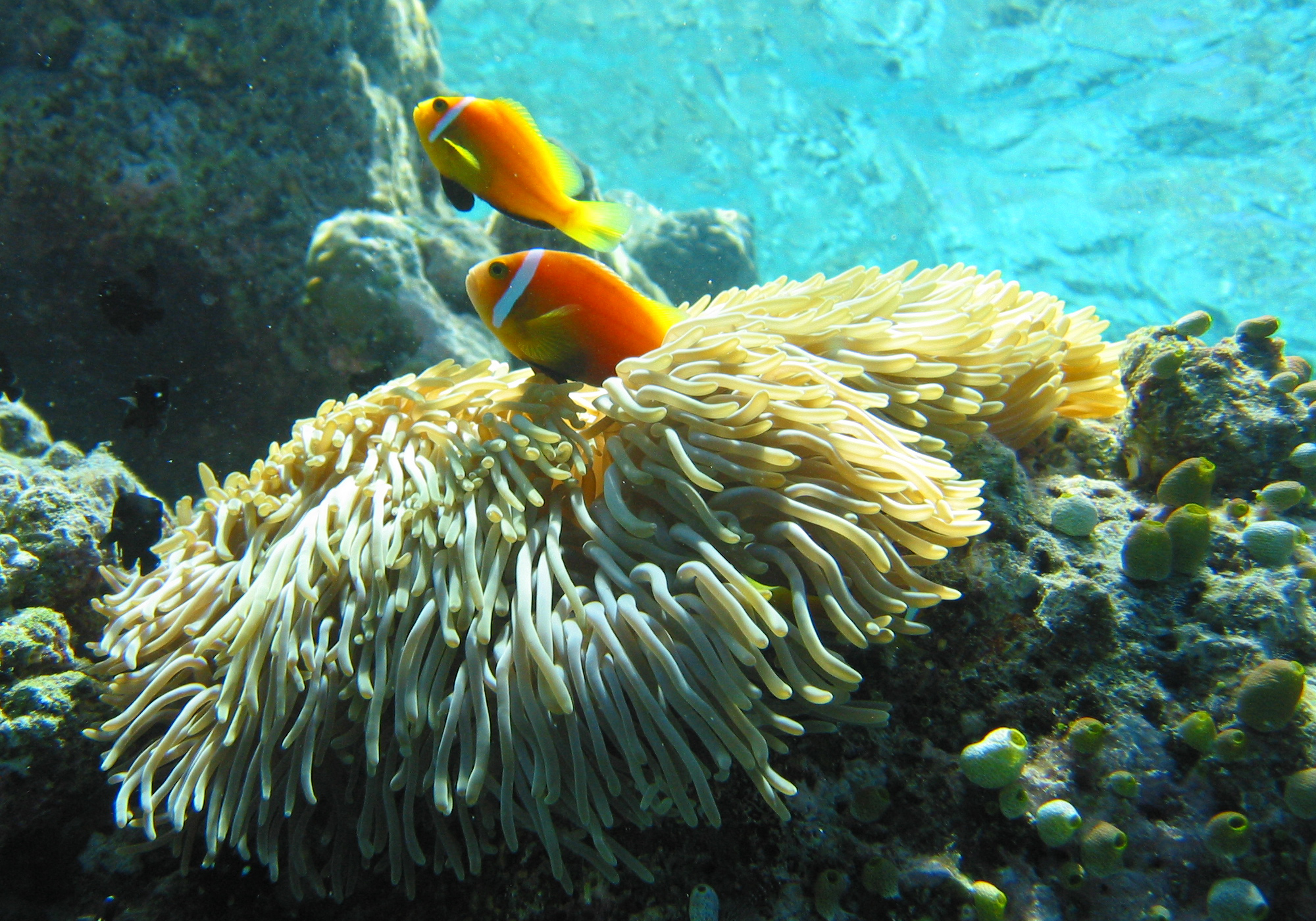
Peixos i anemones a les Maldives.

El desenvolupament del turisme, que ha creat ocupació directa i indirectament, va començar a principis dels anys 1970. En l'actualitat, el turisme és responsable pel major ingrés de moneda estrangera al país, contribuint amb un 33% del  PNB i un 80% de les reserves en divises. Amb 86 centres turístics en operació, l'any 2000 es va assolir la xifra de 467.174 turistes estrangers, quantitat que el 2007 es va elevar a 650.000. El 2010 existien més de 100 resorts. Aquesta projecció internacional, però, també ha fet al país i a la seva infraestructura més vulnerable a les accions del terrorisme internacional.
El president Mohamed Nasheed va disposar el 2008 que amb els quantiosos ingressos del turisme es constituiria un fons per comprar territori al continent, preveient l'èxode nacional a causa de l'escalfament climàtic.